# Narodni park Tazekka
Narodni park Tazekka je narodni park v Maroku. Leži se v Srednjem Atlasu, blizu mesta Taza.

## Zgodovina
Park je bil ustanovljen leta 1950 z začetno površino 6,8 km2 za zaščito naravnih virov okoli Džebel Tazekka (nadmorska višina 1980 m), zlasti nasad cedre (Cedrus atlantica), ki je izoliran na tem vrhu v območju Srednjega Atlasa.
Leta 1989 je bil park razširjen na skoraj 120 km2 ekološko pomembnih območij, vključno z gozdovi hrasta plutovca in črnike (Quercus rotundifolia), pa tudi kanjoni, jame, kaskade in podeželske krajine.

## Geografija
Atmosferska vlaga kondenzira, ko se orografsko dvigne nad goro. Zaradi tega se na gori pogosto pojavlja kapasta oblačnost in letno pade približno 180 cm padavin, predvsem v obliki snega.

## Živalstvo
Sesalce predstavljajo severnoafriški merjasci (Sus scrofa algira), ježevec, vidra, severnoafriška ženeta (Genetta genetta), zajci, afriški volkovi (Canis lupaster) in navadna lisica. Berberski leopard, progasta hijena (Hyaena hyaena) in karakal, ki so nekoč živeli na tem območju, so izumrli. Berberski jelen (Cervus elaphus barbarus) je prav tako izumrl, vendar je bil ponovno priseljen.
BirdLife International je park razglasil za pomembno območje za ptice (IBA), ker podpira znatne populacije afriške kotorne (Alectoris barbara), atlaške žolne (Picus vaillantii), Curruca iberiae in Curruca melanocephala, škorce Sturnus unicolor, maroškega pogorelčka (Phoenicurus moussieri) ter Oenanthe hispanica in Oenanthe leucura.